# Répertoire du cor anglais

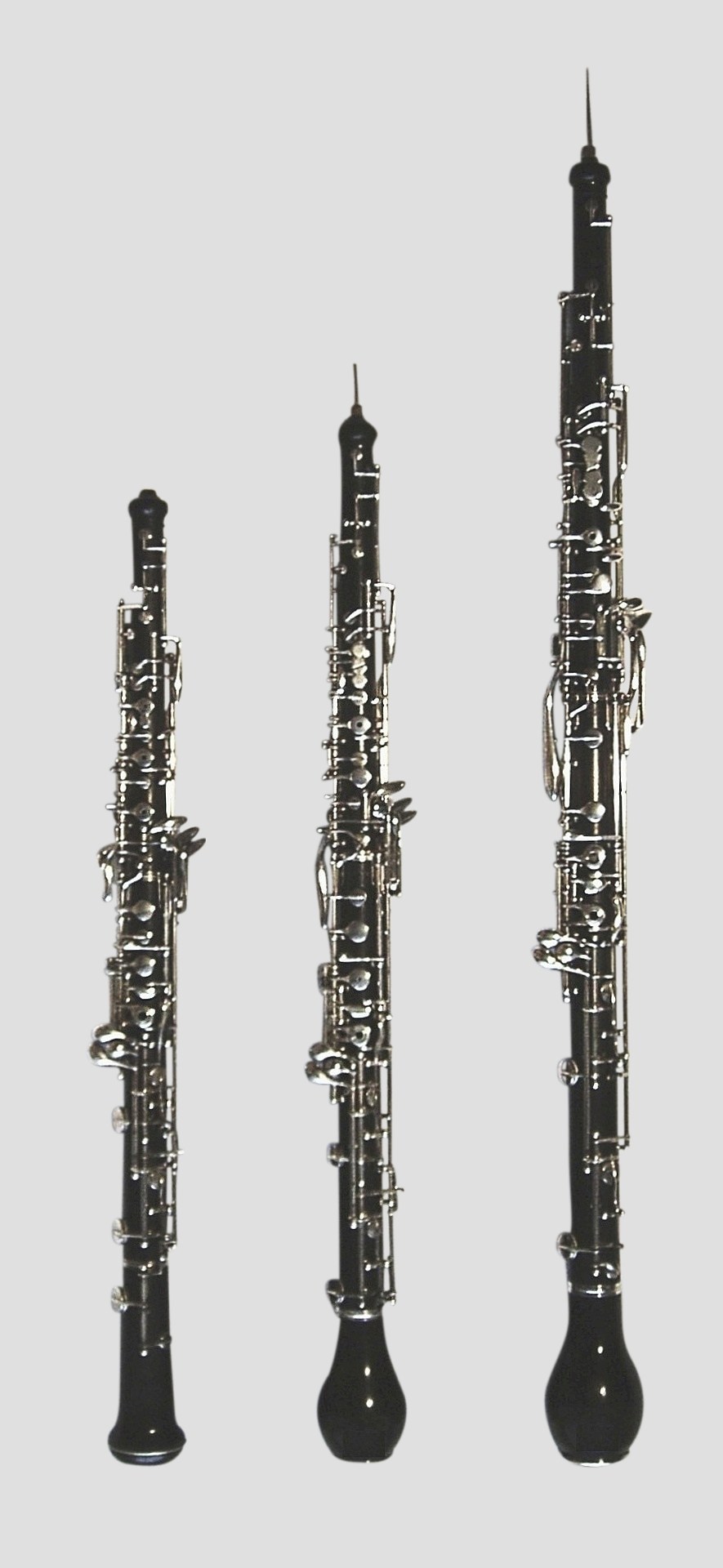
Le cor anglais (à droite) dans la famille des hautbois.

Le répertoire du cor anglais comprend les œuvres musicales dans lesquelles le cor anglais occupe une place principale ou prépondérante. Il est constitué de concertos dédiés à l'instrument seul ou accompagné d'autres instruments solistes, de pièces pour cor anglais seul, de partitions avec piano et de musique de chambre ainsi que de traits d'orchestre.

## Concertos
Plusieurs concertos et symphonies concertantes ont été écrits pour cor anglais et orchestre à cordes, à vent, ensemble de chambre ou orchestre symphonique.

### Description
Les concertos pour cor anglais n'apparaissent environ qu'un siècle après les pièces pour hautbois solo, principalement parce que jusqu'au milieu du XVIIIe siècle des instruments différents (la taille de hautbois, vox humana et le hautbois da caccia) tiennent la place de l'instrument ténor ou alto dans la famille des hautbois. Le cor anglais moderne est développé à partir du hautbois da caccia dans les années 1720, probablement en Silésie. Les premiers concertos pour cor anglais connus sont écrits dans les années 1770, principalement par des hautboïstes éminents de l'époque tels que Giuseppe Ferlendis, Ignaz Malzat (et son frère non-hautboïste Johann Michael Malzat) et Joseph Lacher. Peu de ces œuvres nous sont parvenues. Parmi les plus anciens concertos pour cor anglais existants, ceux de Josef Fiala (une transcription de l'époque d'un morceau à l'origine pour viole de gambe) et d'Anton Milling. On sait que les concertos de Milling ont été interprétés en 1782 par le hautboïste italien Giovanni Palestrina au cours d'un concert à Hambourg.
De nombreux solos dans des œuvres orchestrales ont été écrits pour le cor anglais et un certain nombre de pièces de musique de chambre ont aussi été composées à son intention. Cependant, peu d'œuvres en solo avec grand ensemble ont été écrites pour l'instrument pendant une bonne partie du XXe siècle. Depuis, le répertoire s'est considérablement élargi. Sur les plus de 270 concertos énumérés ci-dessous, seuls 35 sont antérieurs à la Seconde Guerre mondiale.

### Concertos solo
| Compositeur                   | Titre                                                                                 | Année | Accompagnement                        | Durée (min) | Éditeur                        | Label discographique            |
| ----------------------------- | ------------------------------------------------------------------------------------- | ----- | ------------------------------------- | ----------- | ------------------------------ | ------------------------------- |
| Raffaele D'Alessandro         | Sérénade, op. 12                                                                      | 1936  | Orchestre à cordes et timbales        | 8 min       | Amadeus                        | Pan (Qualiton)                  |
| William Alwyn                 | Autumn Legend                                                                         | 1954  | cordes                                | 12 min      | Lengnick                       | Lyrita ; Chandos ; Naxos        |
| Keith Amos                    | Princess of the peacocks                                                              | 1995  | cordes                                |             | CMA Publications               |                                 |
| Louis Applebaum               | Five Snapshots                                                                        | 1999  | cordes                                |             |                                |                                 |
| Jesús Arámbarri               | Ofrenda a Falla                                                                       | 1946  | cordes                                | 4 min       | UME                            | Naxos                           |
| Henk Badings                  | American Folks Song Suite                                                             | 1975  | harmonie                              |             | Peters                         |                                 |
| Carles Baguer                 | Concerto                                                                              | 1801  | orchestre                             |             |                                |                                 |
| Matthias Bamert               | Concertino                                                                            | 1966  | cordes                                |             | Schirmer; Schott               |                                 |
| Jeanne Barbillion             | Cortège funèbre                                                                       |       | cordes                                |             |                                |                                 |
| Siegfried Barchet (de)        | Concertino                                                                            | 1973  | cordes                                |             |                                | Hänssler Classic                |
| Arnold Bax                    | Concertante for Three Solo Instruments and orchestra                                  | 1949  | orchestre                             | 29 min      | Chapell                        | Chandos                         |
| Vincenzo Benatti              | Concerto en fa majeur                                                                 | 1790  | orchestre                             | 15 min      | Universal                      |                                 |
| Ortwin Benninghoff            | Légende                                                                               | 2001  | cordes                                |             |                                |                                 |
| Warren Benson (en)            | Recuerdo                                                                              | 1965  | harmonie                              | 16 min      | Presser                        | Golden Crest                    |
| Alexandre Béon                | Air Lointain (poème symphonique)                                                      | 1912  | orchestre                             |             | Lemoine                        |                                 |
| Hans Willy Bergen             | Bucolica                                                                              | 1952  | orchestre                             | 3 min       | Bernbach; M.M. Cole and Peters |                                 |
| Lorne Betts (en)              | Elegy                                                                                 | 1949  | cordes                                |             | CNC                            |                                 |
| Oliver Corcoran Binney        | Three poems                                                                           | 1965  | cordes                                | 8 min       |                                |                                 |
| Yohanan Boehm                 | Concerto, op. 19                                                                      | 1958  | orchestre                             |             | IMP                            |                                 |
| Jo van den Booren             | Suite Dionysienne, op. 10                                                             | 1964  | cordes                                | 13 min      | Donemus                        |                                 |
| Teresa Borràs i Fornell (en)  | Concerto, op. 116                                                                     | 1994  | cordes                                | 20 min      | Tritó                          |                                 |
| Siegfried Borris (en)         | Concertino                                                                            | 1949  | cordes                                |             | Peters                         |                                 |
| Neil Bramson                  | Concertion                                                                            | 2006  | cordes                                |             | Da Capo                        |                                 |
| Colin Brumby                  | Scena for cor anglais                                                                 | 1988  | cordes                                | 9 min       | Phylloscopus                   | ABC Classics                    |
| Victor Bruns (en)             | Concerto, op. 61                                                                      | 1978  | orchestre                             |             | Breitkopf                      |                                 |
| Anthony Burgess               | Concerto—OS6.3                                                                        | 1988  | orchestre                             |             | Saga                           |                                 |
| Eurico Carrapatoso            | Cinco peças de carácter                                                               | 2005  | cordes                                |             |                                |                                 |
| Elliott Carter                | Pastoral                                                                              | 1988  | cordes marimba                        |             | Merion                         |                                 |
| André Casanova                | Musique concertante                                                                   | 1969  | orchestre                             |             | United Music                   |                                 |
| Romeo Cascarino (en)          | Blades of Grass                                                                       | 1945  | cordes                                | 7 min       | Lyra                           | Naxos                           |
| Frits Celis                   | Kareol, op. 61b                                                                       | 1997  | orchestre                             | 8 min 30 s  |                                | Phaedra                         |
| Sergio Cervetti               | Duelle                                                                                | 1974  | cordes                                |             |                                |                                 |
| Emmanuel Chabrier             | Lamento                                                                               | 1875  | orchestre                             | 8 min       | Schirmer                       | Naxos                           |
| Julius Chajes                 | Melody and dance                                                                      | 1958  | cordes                                |             | Transcontinental               | Archer                          |
| Brian Cherney (en)            | In the stillness of September 1942                                                    | 1992  | orchestre                             |             | Doberman-Yppan                 | Centrediscs                     |
| Brian Cherney                 | La Princesse lointaine                                                                | 2001  | orchestre, harpe                      | 18 min      | Doberman-Yppan                 | Centrediscs                     |
| Barney Childs (en)            | Concerto                                                                              | 1955  | cordes, harpe percussion              | 14 min      | ACE                            |                                 |
| Elizabeth Clark               | Larghetto                                                                             | 1941  | orchestre                             |             |                                |                                 |
| Dinos Constantinides (en)     | Threnos of Creon                                                                      | 2006  | cordes                                |             | Magni                          |                                 |
| Robert Cummings               | Concerto                                                                              | 2006  | orchestre                             |             |                                |                                 |
| Arthur Cunningham (en)        | Dim du mim                                                                            | 1969  | orchestre                             |             | Presser                        |                                 |
| Michael Daugherty             | Spaghetti western                                                                     | 1998  | orchestre                             | 21 min      | Peer Music                     | Equilibrium                     |
| Gion Antoni Derungs           | Elegia, op. 131/a                                                                     | 1993  | harpe, cordes                         |             | Pizzicato                      |                                 |
| David Diamond                 | Elegy in memory of William Faulkner (no 1 of Elegies for flute, EH, and string orch.) | 1963  | cordes                                | 9 min       | Peer Music                     |                                 |
| Igor Dibak                    | Altayan Nocturne, op. 30                                                              | 1984  | cordes percussion                     |             |                                |                                 |
| Caspar Diethelm               | Concerto, op. 37                                                                      | 1963  | harpe cordes                          |             |                                |                                 |
| Gerd Domhardt (en)            | Orpheus                                                                               | 1994  | cordes                                |             |                                |                                 |
| Gaetano Donizetti             | Concertino en sol majeur, In. 608                                                     | 1816  | orchestre                             | 11 min      | Peters; Litolff                | + de 8 enregistrements          |
| Will Eisma                    | Indian summer                                                                         | 1981  | orchestre                             |             | Donemus                        |                                 |
| Roderick Elms                 | Il Cygnet                                                                             | 2003  | orchestre                             | 4 min       |                                | Dutton                          |
| Eberhard Eyser                | Girondelle                                                                            | 1995  | cordes                                |             | SMIC                           |                                 |
| Giuseppe Ferlendis            | Concerto en do                                                                        | 1790  | orchestre                             |             | KrausHaus                      |                                 |
| George Fiala                  | Introduction et fugato                                                                | 1961  | cordes                                |             |                                |                                 |
| Josef Fiala                   | Concerto en mi bémol                                                                  | 1780  | orchestre                             | 12 min      | Cesky Hudebni Fond             | Philips                         |
| Juraj Filas (en)              | Ora pro nobis, Fantaisie concertante                                                  | 2000  | orchestre                             |             | Bim Editions                   |                                 |
| Ernst Fischer                 | First piece of “Drei Stücke” Idylle                                                   | 1948  | orchestre                             | 4 min       | Robert Forberg                 |                                 |
| Anton Fladt                   | Concertino                                                                            | 1810  | orchestre                             |             | Befoco                         |                                 |
| Bjørn Fongaard                | Concerto, op. 120, no 7                                                               | 1976  | orchestre                             | 21 min      | NMIC                           |                                 |
| Matt Fossa                    | Festive Dances                                                                        | 2006  | cordes et timbales                    |             |                                |                                 |
| Tommy Fowler                  | Concerto                                                                              | 1995  | orchestre                             |             |                                |                                 |
| Luca Francesconi              | Plot in fiction                                                                       | 1986  | orchestre                             | 9 min       | Ricordi                        | Metier ; Attaca (2x) ; Megadisc |
| Luca Francesconi              | Secondo Concerto                                                                      | 1991  | orchestre                             | 14 min      | Ricordi                        | BVHaast                         |
| Isadore Freed (en)            | Concertino                                                                            | 1953  | orchestre                             |             | [ 15 ]                         |                                 |
| Peter Racine Fricker          | Concertante no 1, op. 13                                                              | 1950  | cordes                                | 13 min      | Schott                         |                                 |
| Eugenia Frothingham           | Soliloquy                                                                             | 1974  | orchestre                             |             |                                |                                 |
| Kenneth Fuchs (en)            | Eventide                                                                              | 2003  | orchestre à cordes, harpe, percussion | 21 min      | Edward B. Marks Music Company  | Naxos                           |
| Peter Paul Fuchs              | Fantasy                                                                               | 1974  | cordes                                | 12 min      | Belwin & Mills                 |                                 |
| Peter Paul Fuchs              | Partita concertante, op. 43                                                           | 1981  | cordes                                | 10 min      |                                |                                 |
| Anis Fuleihan (en)            | Le cor anglais s'amuse                                                                | 1969  | orchestre                             |             |                                |                                 |
| Raphael Fusco                 | Capriccio Concertante                                                                 | 2007  | orchestre                             |             |                                |                                 |
| Kenji Fusé (en)               | Elegy                                                                                 | 1998  | cordes                                |             |                                |                                 |
| John Gardner                  | The Last Prelude, op. 247                                                             | 2003  | cordes                                |             | MS                             |                                 |
| René Gerber                   | Concertino                                                                            | 1976  | orchestre                             | 22 min      |                                | Gallo                           |
| Timothy Goplerud              | Concerto                                                                              | 2001  | orchestre                             |             |                                |                                 |
| Ursula Görsch (de)            | Konzertstück                                                                          | 1988  | orchestre                             |             |                                |                                 |
| Gabriel Ian Gould             | Watercolors                                                                           | 1998  | orchestre                             | 12 min      |                                | Albany                          |
| Matthias Grimminger           | Konzert                                                                               | 1995  | orchestre                             |             | Artivo                         |                                 |
| Richard Gross                 | Interlude                                                                             | 1952  | cordes                                |             | ACFE                           |                                 |
| Urho Hallaste                 | Lyyrillinen sarja (suite lyrique)                                                     | 1962  | cordes                                | 14 min      | FMIC                           |                                 |
| Joseph Hallman (en)           | Divine Discontent                                                                     | 2007  | cordes harpe percussion               |             | Hallman                        |                                 |
| Ted Hansen                    | Contrasts                                                                             | 1980  | cordes                                | 25 min      | Seesaw                         |                                 |
| A. Oscar Haugland             | Concertino                                                                            | 1996  | orchestre                             |             | TrevCo                         |                                 |
| Nico Hermans                  | Ode                                                                                   | 1985  | cordes                                |             | Donemus                        |                                 |
| Jennifer Higdon               | Soliloquy                                                                             | 1989  | cordes                                |             | Lawdon                         |                                 |
| Edward Burlingame Hill        | Music, op. 50                                                                         | 1943  | orchestre                             | 8 min       |                                |                                 |
| Sydney Phillip Hodkinson      | The Edge of the Old One                                                               | 1977  | cordes et percussions                 | 26 min      | Presser                        | New World                       |
| Bernard Hoffer (en)           | Concerto                                                                              | 1989  | orchestre                             |             |                                |                                 |
| Anders Hultqvist              | Variation no 31 : concerto                                                            | 1993  | orchestre                             |             | SMIC                           |                                 |
| Gordon Jacob                  | Rhapsody                                                                              | 1948  | cordes                                | 9 min       | Steiner & Bell; Galaxy         | Golden Crest                    |
| Stanislav Jelínek             | Partita                                                                               |       | cordes                                |             |                                |                                 |
| Ivo Jirasek                   | Podvecerni hudba                                                                      | 1985  | cordes                                |             |                                |                                 |
| Joseph Jongen                 | Méditation op. 21                                                                     | 1901  | orchestre                             |             |                                |                                 |
| Joseph Kaminski               | Variations on an Israeli theme                                                        | 1958  | cordes                                |             | Israeli Music Institute        |                                 |
| Maurice Karkoff               | Lieder ohne Worte: Stimmungsbilder, op. 188                                           | 1991  | orchestre                             |             | SMIC                           |                                 |
| Elena Kats-Chernin            | Champagne in a Teapot                                                                 | 1997  | orchestre                             |             | Boosey & Hawks                 |                                 |
| Ulysses Kay (en)              | Pietà                                                                                 | 1950  | cordes                                | 7 min       | Pembroke                       |                                 |
| Garrison Keillor              | What an English horn player thinks                                                    | 2006  | orchestre                             |             |                                |                                 |
| Aaron Jay Kernis              | Colored Field                                                                         | 1994  | orchestre                             | 41 min      | Schirmer                       | Argo                            |
| Uuno Klami                    | Intermezzo                                                                            | 1937  | orchestre                             | 4 min       | FMIC                           | Alba                            |
| Erland von Koch               | Fantasi över en svensk vallåt                                                         | 1975  | cordes                                |             | SMIC                           |                                 |
| Erland von Koch               | Rondo                                                                                 | 1983  | cordes                                |             | WarnerCh                       |                                 |
| Jan Koetsier (en)             | Vision pastorale, op. 15/1                                                            | 1937  | cordes                                |             | Donemus                        |                                 |
| Karl Michael Komma (de)       | Elegie und Scherzo                                                                    | 1998  | orchestre                             | 12 min      |                                |                                 |
| Leslie Kondorossy             | Serenade, op. 11                                                                      | 1946  | orchestre                             |             |                                |                                 |
| Marek Kopelent                | Concertino                                                                            | 1984  | orchestre                             | 19 min      | Breitkopf und Härtel           | Praga                           |
| Karl-Heinz Köper              | Der Schwan von Pesaro                                                                 | 1979  | orchestre                             | 12 min      | Köper Verlag                   |                                 |
| William Kraft (en)            | Concerto                                                                              | 2002  | orchestre                             | 19 min      | Presser                        |                                 |
| Bernhard Krol (de)            | Serenata amorosa, op. 57                                                              | 1972  | orchestre de mandolines               |             | Trekel                         |                                 |
| Bernhard Krol                 | Consolazione concerto, op. 70                                                         | 1980  | cordes                                |             | Bote & Bock                    |                                 |
| Herbert Küster (de)           | Bukolische serenade & Notturno                                                        |       | cordes                                |             | Bosworth                       |                                 |
| Oddvar S. Kvam                | Elegy, op. 8                                                                          | 1959  | cordes timbales                       | 7 min       | NMIC                           |                                 |
| Otomar Kvěch (en)             | Cassandra and the Trojan Horse                                                        | 2004  | orchestre                             | 10 min      | NMIC                           |                                 |
| Harold Laudenslager           | Elegy (In memoriam)                                                                   | 1959  | cordes et timbales                    |             | US-Wc                          |                                 |
| Aubert Lemeland               | L'automne et ses envols d'étourneaux, op. 145                                         | 1990  | harpe cordes                          | 12 min      | Billaudot                      | Skarbo                          |
| Dimitrios Levidis (en)        | Divertissement, op. 25                                                                | 1911  | orchestre                             |             | Durdilly-Hayet                 |                                 |
| Gerald Levinson (en)          | From Erebus and black night                                                           | 1979  | orchestre                             |             | Philharmusic                   |                                 |
| Ivana Loudová (en)            | Luminous Voice                                                                        | 1985  | orchestre                             |             | C F Peters                     |                                 |
| Peter Machajdík               | In Embrace                                                                            | 2019  | cordes                                | 15'         |                                |                                 |
| James MacMillan               | The World's Ransoming (en)                                                            | 1996  | orchestre                             | 22 min      |                                | LSO ; Bis                       |
| Bruno Maderna                 | Concerto no 1                                                                         | 1962  | orchestre                             | 20 min      | Bruzzichelli                   | BVHaast ; Col Legno             |
| Bruno Maderna                 | Concerto no 3,                                                                        | 1973  | orchestre                             | 17 min      | Ricordi                        | BVHaast ; Col Legno             |
| Johann Michael Malzat         | Concerto en mi mineur                                                                 | 1785  | orchestre                             |             |                                |                                 |
| Johann Michael Malzat         | Concerto en fa                                                                        | 1785  | orchestre                             |             |                                |                                 |
| Fritz Mareczek                | Sommerabend am Berg                                                                   | 1956  | orchestre                             |             | Gerig; Peters                  |                                 |
| John Marvin                   | Concerto                                                                              | 2006  | orchestre                             |             | Fish Creek                     |                                 |
| Nicholas Maw                  | Concerto                                                                              | 2005  | orchestre                             | 20 min      | Faber                          |                                 |
| Hardy Mertens                 | Tone poem « Queen of Sheba », op. 125                                                 | 1984  | harmonie                              |             |                                |                                 |
| Anton Milling                 | Concerto en si bémol                                                                  | 1780  | cordes                                |             | Molinari                       |                                 |
| Walter Mourant                | Elm St, Fairbury, Illinois                                                            | 1954  | cordes                                | 7 min       | ACA                            |                                 |
| Alexandros Mouzas (en)        | Monologue                                                                             | 2001  | orchestre                             | 13 min      |                                | Naxos                           |
| Bernhard Eduard Müller        | Abendempfindung im Gebirge, op. 12                                                    | 1880  | orchestre                             |             | Merseburger                    |                                 |
| Hans Müller-Talamona          | Ballata                                                                               | 1989  | orchestre                             |             |                                |                                 |
| Vazgen Muradian (en)          | Concerto, op. 80                                                                      | 1993  | orchestre                             |             |                                |                                 |
| Gösta Nystroem                | Ett litet intermezzo                                                                  | 1937  | cordes                                |             | SMIC                           |                                 |
| Leroy Osmon                   | A Lonely Moment Wakens                                                                | 2005  | harpe cordes                          |             | RBC                            |                                 |
| Ian Parrott                   | Concerto                                                                              | 1954  | orchestre                             |             | Novello                        |                                 |
| Gustaf Paulson                | Concerto no 1, op. 99                                                                 | 1958  | cordes timbales                       |             | SMIC                           |                                 |
| Gustaf Paulson                | Concerto no 2, op. 103                                                                | 1959  | cordes                                |             | SMIC                           |                                 |
| Krzysztof Penderecki          | Adagietto from the « Paradise Lost »                                                  | 1979  | cordes                                | 5 min       | MS                             | Dux                             |
| Alain Perron                  | Double éclat                                                                          | 1992  | orchestre                             | 8 min       | Doberman                       | Vienna Modern Masters           |
| Vincent Persichetti           | Concerto, op. 137                                                                     | 1977  | cordes                                | 24 min      | Elkan                          | Grenadilla ; New World          |
| Bryony Phillips               | Child birth                                                                           | 1949  | orchestre                             |             |                                |                                 |
| Astor Piazzolla               | Tanti anni prima (Molto cantabile)                                                    | 1984  | orchestre                             | 5 min       |                                | + de 8 enregistrements          |
| Giuseppe Pilotti              | Konzertstück en fa                                                                    | 1806  | orchestre                             |             | Berliner                       | Torofon                         |
| Walter Piston                 | Fantasy                                                                               | 1952  | harpe cordes                          | 9 min       | AMP                            | Capriccio ; Delos ; Naxos       |
| Juan Bautista Plaza (en)      | Elegía                                                                                | 1923  | cordes                                |             |                                |                                 |
| David L. Post                 | Concerto                                                                              | 1999  | orchestre                             | 19 min      |                                | MMC (2x)                        |
| Archibald James Potter (en)   | Madra Líath na Mara (Grey Dog of the Sea)                                             | 1977  | orchestre                             |             |                                |                                 |
| Mel Powell                    | Cantilena concertante                                                                 | 1948  | orchestre                             |             | Schirmer                       |                                 |
| Alexander Radvilovitch        | Concerto                                                                              | 1986  | orchestre                             |             |                                |                                 |
| Anton Reicha                  | Scène (récitative et rondo)                                                           | 1811  | orchestre                             |             | McGinnis & Marx; Amadeus       | Philips                         |
| Alan Ridout                   | Concertino                                                                            | 1979  | cordes                                |             | Emerson                        | Wirripang                       |
| Richard Rijnvos (en)          | Riflesso sull'acqua                                                                   | 2007  | orchestre                             | 15 min      |                                |                                 |
| Ned Rorem                     | Concerto,                                                                             | 1992  | orchestre                             | 23 min      | Boosey & Hawkes                | New World                       |
| Ronald Roseman                | Concertion (or Chanson)                                                               | 1983  | cordes                                | 14 min      | ACE                            |                                 |
| Arnold Rosner                 | Five meditations, op. 36                                                              | 1967  | harp cordes                           | 18 min      |                                | Laurel                          |
| Arne Running                  | Concertino, op. 4                                                                     | 1982  | cordes                                | 18 min      | Shawnee                        | CRI                             |
| Marjorie M. Rusche            | Concerto                                                                              | 1974  | orchestre                             |             |                                |                                 |
| Josef Rut (de)                | Concerto                                                                              | 1983  | cordes                                | 15 min      |                                |                                 |
| Herman Sandby                 | Romance                                                                               | 1950  | harpe et cordes                       |             | Skandinavisk                   |                                 |
| François Sarhan               | Cinq pièces : « Études pour la Fleur inverse »                                        | 2004  | orchestre                             | 12 min      |                                |                                 |
| Josef Schelb                  | Concerto                                                                              | 1970  | cordes                                | 19 min      |                                | Antes                           |
| Harold Schiffman              | Chamber Concerto                                                                      | 1986  | orchestre                             | 17 min      |                                | North/South                     |
| Wolfgang-Andreas Schultz (de) | Abendländisches Lied                                                                  | 1989  | orchestre                             | 18 min      | Astoria                        |                                 |
| José Serebrier                | Casi un Tango                                                                         | 2002  | cordes                                | 6 min       |                                | BIS                             |
| Larry Shackley                | Concerto                                                                              | 2006  | orchestre                             |             |                                |                                 |
| Rodney Sharman                | Song without Words                                                                    | 2009  | orchestre                             | 20 min      |                                |                                 |
| Jean Sibelius                 | Le Cygne de Tuonela, op. 22/3                                                         | 1893  | orchestre                             | 9 min       | Doblinger                      | + de 125 enregistrements        |
| Stanislaw Skrowaczewski       | Concerto                                                                              | 1969  | orchestre                             | 18 min      | Schirmer                       | Desto ; Phoenix                 |
| Vilnis Šmīdbergs              | Concerto Symphony                                                                     | 1983  | cordes                                | 18 min      | Musica Baltica                 |                                 |
| Hale Smith (en)               | Récitatif et aria                                                                     | 1995  | harmonie                              |             |                                |                                 |
| Robert Edward Smith           | Concerto                                                                              | 2007  | orchestre                             |             |                                |                                 |
| Vladimír Soukup (en)          | Sonata                                                                                | 1966  | cordes piano                          |             |                                |                                 |
| Simeon Stafford               | Andante                                                                               | 2006  | orchestre                             |             | Da Capo                        |                                 |
| Jack Stamp (en)               | Elegy                                                                                 | 1990  | harmonie                              | 6 min       |                                |                                 |
| Christopher Stanichar         | Poem                                                                                  | 2005  | cordes                                |             | Trevco                         |                                 |
| Hans Steinmetz                | Liebesruf eines Faun                                                                  | 1954  | orchestre                             |             | Forberg; Trevco                |                                 |
| Allan Stephenson (en)         | Concerto                                                                              | 2000  | cordes                                | 18 min      |                                | K&K Verlagsanstalt              |
| David Stock (en)              | Evensong                                                                              | 1985  | harmonie                              | 9 min       | Peters                         |                                 |
| Wolfgang Stockmeier (en)      | Sonata                                                                                | 1969  | cordes                                |             | Möseler                        |                                 |
| Jan Stoeckart (en)            | Suite Pastorale                                                                       | 1975  | harp cordes                           | 9 min       | Orlando                        |                                 |
| Alan Stout (en)               | Intermezzo, op. 4                                                                     | 1955  | cordes célesta tom-tom                |             | Peters                         |                                 |
| Otto Strobl (de)              | Musik                                                                                 | 1994  | orchestre                             | 10 min      |                                |                                 |
| Tomas Svoboda                 | Chorale from 15th Century, op. 52f                                                    | 1993  | cordes                                | 4 min       |                                |                                 |
| Keith Templeman               | Concerto                                                                              | 2006  | orchestre                             |             |                                |                                 |
| Johannes Paul Thilman (en)    | Orpheus                                                                               | 1969  | orchestre                             |             | Peters                         |                                 |
| John Thow (en)                | Bellini Sky                                                                           | 2005  | orchestre                             | 20 min      |                                |                                 |
| Roger Trefousse               | Column                                                                                | 1979  | cordes                                | 10 min      |                                |                                 |
| Paul Turok                    | Canzone Concertante, op. 57                                                           | 1980  | orchestre                             | 13 min      | Schirmer                       |                                 |
| Paul Turok                    | Concerto, op. 73                                                                      | 1985  | cordes                                | 15 min      | Fischer                        |                                 |
| Pēteris Vasks                 | Concerto                                                                              | 1989  | orchestre                             | 21 min      | Schott                         | Wergo ; Conifer ; RCA           |
| Giulio Viozzi (en)            | Arioso e burlesca                                                                     | 1994  | cordes                                |             | Pizzicato                      |                                 |
| Berthe di Vito-Delvaux        | Pièce Concertante, op. 105                                                            | 1965  | orchestre                             | 9 min       |                                |                                 |
| Henk de Vlieger (en)          | Concerto                                                                              | 1992  | orchestre                             | 20 min      |                                |                                 |
| Lodewijk de Vocht             | Herderswijze (« Shepherd's tune »)                                                    | 1908  | cordes                                |             |                                |                                 |
| Gustave Vogt                  | Adagio                                                                                | 1830  | orchestre                             |             | F-Pn 16.683                    |                                 |
| Gustave Vogt                  | Prière de Zingarelli, Lettre A                                                        | 1835  | orchestre                             |             | Richault                       |                                 |
| Zbyněk Vostřák (en)           | Kristaly (Crystals), op. 65                                                           | 1983  | cordes percussion                     | 13 min      |                                |                                 |
| Alarich Wallner (de)          | Konzert                                                                               | 1971  | orchestre                             |             |                                |                                 |
| Fried Walter (en)             | Traunsee                                                                              | 1957  | cordes harpe glockenspiel             |             |                                |                                 |
| Guy Warrack                   | Lullaby                                                                               | 1950  | orchestre                             | 6 min       | Novello                        |                                 |
| John Weinzweig                | Divertimento n°.11                                                                    | 1990  | cordes                                | 13 min      | CMC                            | CMC                             |
| Elliot Weisgarber (en)        | Autumnal Music                                                                        | 1973  | cordes                                | 15 min      | CMC                            |                                 |
| Joseph Pollard White          | Concerto                                                                              | 2006  | orchestre                             |             |                                |                                 |
| Michel Wiblé                  | Nocturne                                                                              | 1946  | orchestre de harpes                   |             |                                |                                 |
| Michel Wiblé                  | Ballade                                                                               | 1955  | orchestre                             |             |                                |                                 |
| Michel Wiblé                  | Rapsodia                                                                              | 1962  | cordes percussion                     |             |                                |                                 |
| Peter Wiegold                 | Earth, receive an honoured guest                                                      | 2003  | cordes                                | 18 min      |                                |                                 |
| Alec Wilder                   | Air                                                                                   | 1944  | cordes                                | 4 min       | USA                            | Sony; Newport                   |
| Robert Wittinger              | Consonante, op. 5                                                                     | 1965  | orchestre                             |             |                                |                                 |
| Hugo Wolf                     | Sérénade italienne                                                                    | 1892  | orchestre                             | 8 min       |                                |                                 |
| Ermanno Wolf-Ferrari          | Concertino en la mineur, op. 34                                                       | 1947  | orchestre                             | 27 min      | Leuckart; Peters               | CPO ; Koch ; Tactus (2x)        |
| Pavel Zemek                   | Serenade                                                                              | 2004  | orchestre                             |             |                                |                                 |
| Richard Zettler (de)          | Concerto                                                                              | 1966  | harmonie                              |             |                                |                                 |

### Double et triple concertos
| Compositeur                | Titre                                                   | Année | Autre(s) soliste(s)              | Accompagnement      | Durée (min) | Éditeur            | Label discographique        |
| -------------------------- | ------------------------------------------------------- | ----- | -------------------------------- | ------------------- | ----------- | ------------------ | --------------------------- |
| Kalevi Aho                 | Double concerto                                         | 2014  | harpe                            | orchestre           | 30 min      | Fennica Gehrman    | BIS                         |
| Benjamin Ashkenazy         | Izkor, in memoriam Glenn Gould, op. 9                   | 1986  | piano                            | orchestre           |             | Donemus            |                             |
| Robert George Barrow       | Sinfonia concertante                                    |       | trompette, contrebasse           | orchestre           |             |                    |                             |
| Stefano Bellon             | Alfabeto deserto                                        | 2006  | flûte                            | orchestre           |             |                    |                             |
| Michael Berkeley           | Tristessa                                               | 2004  | alto                             | orchestre           | 22 min      | OUP                | Chandos                     |
| John Biggs                 | Double Reed Concerto                                    | 2011  | hautbois, basson                 | cordes              |             |                    |                             |
| Victor Bruns (en)          | Concerto, op. 74                                        | 1982  | flûte                            | cordes, percussion  |             | Breitkopf          |                             |
| Diana Burrell (en)         | Dunkelhvide Månestråler                                 | 1996  | contralto                        | orchestre           |             | UMP                |                             |
| Luigi Cherubini            | Ave Maria : Offertorium                                 | 1816  | soprano                          | orchestre           | 5 min       | Fentone; Kalmus    | + de 9 enregistrements      |
| Aaron Copland              | Quiet City                                              | 1940  | trompette                        | cordes              | 10 min      | Boosey & Hawks     | + de 46 enregistrements     |
| Jan van Dijk (de)          | Suite pastorale, op. 199                                | 1953  | hautbois                         | orchestre           |             | Donemus            |                             |
| Franco Donatoni            | Holly                                                   | 1990  | hautbois, hautbois d'amour       | orchestre           |             | Ricordi            |                             |
| Antal Dorati               | Trittico                                                | 1985  | hautbois, hautbois d'amour       | orchestre           |             | Decca              |                             |
| Johannes Driessler         | Concerto da camera I, op. 51                            | 1962  | flûte, violon                    | cordes              |             | Boosey & Hawks     |                             |
| Roderick Elms              | Cygncopations - Rêverie et danse                        | 2003  | vibraphone                       | orchestre           | 7 min       |                    | Dutton                      |
| Harold Farberman           | Shapings                                                | 1983  | percussion (2)                   | cordes              |             | Cortelu            |                             |
| Josef Fiala                | Concertante en si bémol                                 | 1780  | clarinette                       | orchestre           | 20 min      | Musica Rara        | Arte Nova                   |
| Eugène Goossens            | Concert piece op.65                                     | 1958  | 2 harpes                         | orchestre           |             | Mills              | ABC                         |
| Percy Grainger             | Colleen Dhas (The Valley Lay Smiling)                   | 1904  | flûte, guitare                   | cordes              | 4 min       | Bardic             | Cala ; Chandos ; Koch       |
| Jozef Grešák (de)          | Concertino pastoral                                     | 1965  | hautbois, cor d'harmonie         | orchestre           |             |                    |                             |
| Gary Hayes                 | Serenade                                                | 1984  | trompette                        | cordes              |             |                    |                             |
| Harald Heilmann (de)       | Gulbenkian-Concerto                                     | 1974  | trombone                         | orchestre           |             | FGC                |                             |
| Lee Hoiby                  | Prayer and Procession                                   | 2010  | flûte, clarinette                | ensemble d'harmonie | 24 min      |                    |                             |
| Arthur Honegger            | Concerto da camera, H 196                               | 1948  | flûte                            | cordes              | 17 min      | Salabert           | + de 12 enregistrements     |
| Alan Hovhaness             | Anahid op.57                                            | 1944  | flûte, trompette                 | cordes, percussion  | 14 min      | Peters             | Crystal                     |
| Charles Ives               | The Rainbow                                             | 1914  | flûte                            | cordes, piano       | 2 min       | Peer Music         | EMI, Sony, Unicorn Kanchana |
| Milko Kelemen              | Interplay                                               | 1998  | hautbois, hautbois d'amour       | orchestre           |             | Sikorski           |                             |
| Miklos Kocsar              | Episodi                                                 | 1982  | hautbois                         | cordes              | 15 min      | Editio Musica      | Hungaroton                  |
| Karl Heinz Köper           | Concertino Tricolore                                    | 1974  | clarinette basse, basson         | cordes              | 12 min      | Köper              |                             |
| David I. Krivitsky         | Double concerto                                         | 1989  | trompette piccolo                | cordes              |             |                    |                             |
| Riccardo Malipiero         | Composizione concertata                                 | 1982  | hautbois, hautbois d'amour       | cordes              | 14 min      | Suvini Zerboni     |                             |
| Ignaz (?) Malzat           | Arietta e rondo                                         | 1792  | cor d'harmonie                   | orchestre           |             |                    |                             |
| Ignaz (?) Malzat           | Variazione e cantabile                                  | 1799  | basson                           | orchestre           |             |                    |                             |
| Clark McAlister            | Elegia para Quijote y Quijana                           | 1996  | contrebasse                      | harmonie            | 21 min      | Maecenas           | Albany                      |
| Louis Moyse                | Marlborian concerto no 2                                | 1969  | flûte                            | orchestre           |             |                    |                             |
| Knut Nystedt               | Concertino, op. 29                                      | 1952  | clarinette                       | cordes              | 19 min      | NMIC               | Norsk Komponist Forening    |
| Alessio Prati              | Misero pargoletto (aria)'                               | 1786  | alto                             | orchestre           |             |                    |                             |
| André Previn               | Reflections                                             | 1981  | violoncelle                      | orchestre           | 13 min      | Chester            | Angel                       |
| Augusto B. Rattenbach      | Doppio concerto                                         | 1969  | clarinette                       | orchestre           |             |                    |                             |
| João Guilherme Ripper (en) | Abertura Concertante                                    | 1999  | hautbois                         | orchestre           |             |                    |                             |
| Irving Robbin              | Concerto for oboes and strings                          | 1983  | hautbois, hautbois d'amour       | cordes              |             |                    |                             |
| Alec Roth (en)             | Departure of the Queen of Sheba                         | 1999  | hautbois                         | cordes              |             |                    |                             |
| Helmut Sadler              | Dialog-Szenen                                           |       | hautbois                         | cordes              | 20 min      | Latzina            |                             |
| Nicola Scardicchio         | Kemit, canti e danze del giovane Horus                  | 2002  | soprano, alto                    | orchestre           |             | Latzina            |                             |
| Othmar Schoeck             | Serenade, op. 27                                        | 1930  | hautbois                         | cordes              | 5 min       | Breitkopf & Härtel | CPO                         |
| Max Schubel (en)           | Elation « Uniesienie »                                  | 2002  | voix, violoncelle                | orchestre           | 8 min       |                    | Opus One                    |
| Max Schubel                | Aquirelle                                               | 2003  | violoncelle                      | orchestre           | 13 min      |                    | Opus One                    |
| Rodion Shchedrin           | Shepherd's Pipes of Vologda (Hommage to Bartók), op. 91 | 1995  | hautbois, cor                    | cordes              | 8 min       | Schott             |                             |
| Heinrich Simbriger (de)    | Elegie, op. 94                                          | 1963  | violon                           | cordes              | 12 min      |                    |                             |
| Robert Starer              | Concerto a quattro                                      | 1983  | hautbois, clarinette, basson     | orchestre           | 22 min      | MCA                | MMC                         |
| Clive Strutt (de)          | Suite en sol mineur d'après Loeillet                    | 1996  | hautbois                         | cordes, clavecin    | 22 min      | SMC                |                             |
| Gleb Taranov               | Concerto piccolo                                        | 1937  | flûte, basson                    | cordes              |             |                    |                             |
| Ivan Tcherepnine           | Triple Concertino                                       | 1997  | trombone, clarinette contrebasse | harmonie            | 13 min      |                    |                             |
| Francis Thorne (en)        | Triple Concerto                                         | 2004  | clarinette basse, alto           | orchestre           | 23 min      | Presser            |                             |
| František Xaver Thuri (en) | Triple concerto en ré majeur                            | 2005  | hautbois, hautbois d'amour       | cordes, clavecin    |             |                    | Thuri                       |
| Tôn-Thât Tiêt              | Hy Vong 14                                              | 1971  | clavecin                         | cordes              | 15 min      | Salabert           |                             |
| Michael Touchi             | Tango Barroco                                           | 2000  | saxophone soprano                | cordes              | 16 min      |                    | JDA                         |
| Eugenio Toussaint          | Gauguin                                                 | 2000  | harpe                            | cordes              | 20 min      |                    | Urtext                      |
| John Veale                 | Triune                                                  | 1993  | hautbois                         | orchestre           | 14 min      | Lengnick           |                             |
| Mathieu Vibert             | Nocturne                                                | 1973  | hautbois                         | orchestre           | 15 min      |                    | Doron                       |
| Graham Whettam (en)        | Les Roseaux Au Vent                                     | 1993  | 2 hautbois, basson               | cordes              | 17 min      | Meriden            |                             |
| Isang Yun                  | Duetto concertante                                      | 1987  | hautbois                         | cordes              | 18 min      | Bote & Bock        |                             |

## Autres

### Cor anglais seul
Parmi les œuvres pour cor anglais seul se distinguent :
- Suite pour cor anglais seul, op. 185, de Charles Koechlin[30] (1942) ;
- Monodie op. 216 no 11 de Koechlin (1947-1948) ;
- Parable XV, op. 128, de Vincent Persichetti (1975[31]) ;
- A 6 Letter Letter d'Elliott Carter (1996[32]) ;
- Sonatine d'Alain Bancquart (2011[31]).

### Cor anglais et piano
En formation cor anglais et piano existent :
- Sonate en fa mineur de Carlo Yvon (ca. 1831[33]) ;
- Fantaisie, op. 1, de Stanislas Verroust ;
- Fantaisie originale, op. 6, de Théodore Lalliet ;
- Quatre Pièces de Clémence de Grandval ;
- Chant du soir , op. 7, de Florent Schmitt[30] ;
- Au loin, op. 20 no 2, de Charles Koechlin[30] (1896-1900) ;
- Eclogue, op. 12, de Théodore Akimenko (1900[34]) ;
- Kleine Suite, op. 87, de Felix Draeseke (1911[35]) ;
- Cantabile de François Rasse (1921[36]) ;
- Nostalgie de Joseph Edouard Barat (1934) ;
- Divertissement, op. 39, d'Eugène Bozza (1939[31]) ;
- Pastorale d'Elliott Carter (1940[37]) ;
- Sonate pour cor anglais et piano de Paul Hindemith[38] (1941) ;
- Pièces op. 179 nos 13 et 14 de Koechlin (1942) ;
- Sonate pour cor anglais et piano de Niels Viggo Bentzon (1951[39]) ;
- Lied de Bozza (1954[31]) ;
- Sonatine de Pierre-Max Dubois (1965[31]) ;
- Suite d'Alan Hovhaness (1968[31]).

### Musique de chambre
Dans le domaine plus large de la musique de chambre se relèvent :
- Partie 1704 de Johann Philipp Krieger[40] ;
- Sonate pour deux cors anglais, deux violons et orgue, avec violoncelle, contrebasse et basson ad lib. de Carl Heinrich Biber[40] ;
- Divertissement en fa majeur pour deux violons, deux cors anglais, deux cors et deux bassons de Joseph Haydn[40] ;
- Adagio pour cor anglais et trois instruments de Mozart[41] ;
- Divertimento (Trio) en si bémol majeur, pour deux hautbois et cor anglais, de Johann Wenth[42] ;
- Quatuor concertant pour hautbois, oboe grande en si bémol, cor anglais et basson de Johann Wenth[40] ;
- Trio pour deux hautbois et cor anglais, op. 87, de Beethoven[30] (1794[43]) ;
- Quatuor en do majeur pour cor anglais, violon, violoncelle et contrebasse, P. 115, de Michael Haydn[40] (1795[44]) ;
- Variations sur « Là ci darem la mano » pour deux hautbois et cor anglais, WoO 25, de Beethoven (1796-1797[43]) ;
- Quatuor pour flûte, deux cors anglais et basson de Johann Schenk[40] ;
- Trois quintettes pour deux cors anglais, deux cors et basson de Joseph Fiala[40] ;
- Sérénade en do majeur pour hautbois, cor anglais, violon, guitare et violoncelle de Franz Xaver Süssmayr[40] ;
- Variations sur un thème de Haydn pour deux hautbois et cor anglais de Joseph Triebensee[40] ;
- Deux Andantes et un Adagio, pour cor anglais avec accompagnement de quatuor à vent (flûte, clarinette, cor et basson)[40], d'Antoine Reicha (1817/1819[45]) ;
- Trio pour flûte, cor anglais et piano d'Anselme Vinée[43] ;
- Trio pour hautbois, clarinette et cor anglais de Sigfrid Karg-Elert[43] ;
- Trio pour violon, cor anglais et piano de Donald Tovey[43] ;
- Quatuor pour cor anglais et cordes de Jean Françaix[46] (1970[47]).

### Traits d'orchestre
Les traits d'orchestre notables pour cor anglais sont :
- solos dans l'ouverture du Carnaval romain, dans la Symphonie fantastique et dans La Damnation de Faust d'Hector Berlioz ;
- ranz des vaches dialogué avec la flûte dans l'Ouverture de Guillaume Tell de Gioachino Rossini ;
- solo dans Otello de Giuseppe Verdi[46] ;
- solo du 2e mouvement de la Symphonie du Nouveau Monde d'Antonín Dvořák ;
- solo au 3e acte de Tristan et Isolde de Richard Wagner ;
- solo des Steppes de l'Asie centrale d'Alexandre Borodine ;
- solo du Cygne de Tuonela de Jean Sibelius[38] ;
- duo avec deux violoncelles dans La Mer de Claude Debussy[38] ;
- solo de l’Adagio du Concerto en sol de Maurice Ravel[38] ;
- solo du Concerto d'Aranjuez de Joaquín Rodrigo.